# 얼터드 카본: 리슬리브
《얼터드 카본: 리슬리브》(일본어: オルタード・カーボン：リスリーブド)은 2020년 3월 19일에 넷플릭스에서 방영된 일본의 애니메이션 영화이다.

## 출연
주연
- 스즈키 타츠히사 : 켄(타케치 코바야시) 역
- 사토 리나 : 지나(레일린 카와하라) 역
- 아사이 아야카 : 홀리 토그램 역

조연
- 나카타 죠지 : 오가이 역
- 야마우치 켄지 : 히데키 타나세다 역
- 야마모토 카네히라 : 신지 역
- 이시이 코지 : 겐조 역